# Hàn luật
Thơ Hàn luật là thơ Đường luật dùng áp dụng cho văn Nôm ở  Việt Nam. Hai thể thông dụng nhất là "thất ngôn tứ tuyệt" và "thất ngôn bát cú". Tương truyền thể thơ này bắt đầu từ Nguyễn Thuyên thời nhà Trần, từ đó các thi nhân đời sau cùng theo phép đó mà làm thơ như Nguyễn Trãi, Lê Thánh Tông và hội thơ Tao Đàn, và sau đó là Nguyễn Bỉnh Khiêm.

## Lịch sử
Sử ghi Nguyễn Thuyên có biệt tài làm được thơ phú bằng quốc âm, tức chữ Nôm (biến đổi về số chữ và niêm luật). Vua khen ông có tài như Hàn Dũ đời nhà Đường bên Tàu nên gọi ông là "Hàn Thuyên" và thể thơ Nôm đó là "Hàn luật". Theo Dương Quảng Hàm thì Hàn luật chính là Đường luật ứng dụng vào Việt ngữ, và công Hàn Thuyên rất lớn, vì nhờ có ông áp dụng vào thơ phú chữ Nôm, nhiều người bắt chước theo ông, nên nền văn chương chữ Nôm thật khởi sắc từ đấy. Đặc biệt của thơ Hàn luật vào thế kỷ 15 và 16 không dùng 5 hay 7 chữ mà lại có câu 6 chữ xen kẽ trong một bài ngũ hay thất ngôn; việc này hoàn toàn không thấy trong thơ Đường. Trong một bài tứ tuyệt hay bát cú, những câu 6 chữ đặt ở những vị trí không cố định. Nhịp thơ Đường thường ngắt theo kiểu 4-3, còn ở đây có cả cách ngắt nhịp 3-4 hay 3-3, một lối ngắt nhịp phổ biến của thi ca dân gian người Việt. Một thí dụ là bài thơ tứ tuyệt của Nguyễn Trãi:
蓮 花
Liên hoa (Hoa sen)
淋 洳 拯 变 /卒 和 清
Lầm nhơ chẳng bén, tốt hòa thanh
君 子 困 堪/ 特 所名
Quân tử khôn kham được thửa danh
闧 媫 香 / 店 月 凈
Gió đưa hương, đêm nguyệt tạnh
貞  晫 / 固 埃 爭
Riêng làm của, có ai tranh.